# Micha’el Reisser
Micha’el Reisser (hebr.: מיכאל רייסר, ang.: Michael Reisser, ur. 26 kwietnia 1946 w Tel Awiwie, zm. 27 października 1988) – izraelski polityk, w latach 1981–1988 poseł do Knesetu z listy Likudu.
W wyborach parlamentarnych w 1981 dostał się po raz pierwszy do izraelskiego parlamentu. Zasiadał w Knesetach X i XI kadencji. Zmarł 27 października 1988, a mandat poselski objął po nim Dawid Mor.